# FN:s internationella årtionden
FN har initierat ett antal temadecennier, det vill säga internationella årtionden med särskilda teman.

## FN:s internationella årtionden

### 1990–2000
- Internationella årtiondet för utrotning av kolonialismen

### 1993-2003
- Tredje årtiondet för bekämpande av rasism och rasdiskriminering

### 1994-2004
- Internationellt årtionde för ursprungsfolk

### 1995-2005
- FN:s årtionde för utbildning om mänskliga rättigheter

### 1997-2006
- FN:s årtionde för utrotande av fattigdom

### 2000–2010
- Andra internationella årtiondet för utrotningen av kolonialismen

### 2001-2010
- Årtiondet för bekämpning av malaria i utvecklingsländer, särskilt i Afrika
- Internationellt årtionde för fredskultur och icke-våld mot världens barn
- Andra internationella årtiondet för bekämpning av kolonialism

### 2003-2012
- FN:s årtionde för läs- och skrivkunnighet: Utbildning för alla

### 2005-2014
- FN:s årtionde för utbildning om hållbar utveckling

### 2010–2020
- Tredje internationella årtiondet för utrotningen av kolonialismen

## Andra tidsrelaterade FN-teman
- FN:s internationella dagar
- FN:s internationella veckor
- FN:s internationella år